# Library and Information Science Abstracts
Library and Information Science abstracts (LISA) és una base de dades bibliogràfica, de caràcter internacional, que inclou les referències, amb resums de les principals publicacions (sobretot, revistes) relacionades amb la biblioteconomia, la documentació i les ciències de la informació.
Començà a publicar-se trimestralment, des de 1950 fins a 1968, sota el títol Library Science abstracts, i amb caràcter bimestral, des de 1969 fins a 1982. A partir del 1982 es publica mensualment, sota el títol actual, per l'Associació de Biblioteques de Gran Bretanya.

## Cobertura
LISA, es troba disponible en línia a través de ProQuest i ofereix els resums d'articles de més de 550 revistes, publicades a més de 68 països, i en més de 20 idiomes, així com de les publicacions de les principals actes de congressos en anglès, actualitzant-se cada dues setmanes. L'accés és sota subscripció.
Els temes tractats abasten els arxius, la biblioteconomia, la documentació, la gestió de la informació, la gestió de les biblioteques, la gestió del coneixement, la recuperació en línia de la informació, la tecnologia d'Internet, la tecnologia de la informació, la tecnologia a les biblioteques i l'ús i els usuaris de les biblioteques.

## Altres bases de dades relacionades
Altres bases de dades importants que cobreixen el camp de la biblioteconomia i documentació són les següentsː
- ALISA (Australian Library and Information Science Abstracts)
- American Library Directory
- Current Contents Search
- ERIC
- INSPEC
- ISA
- ISOC
- Library, Information Science & Technology Abstracts (LISTA)
- Library Literature & Information Science
- PASCAL
- Social Sciences Citation Index
- Union Lists of Periodicals Database
- Web of Science
- WorldCat (OCLC Online Union Catalog)